# Buddy Parker
Raymond Klein „Buddy“ Parker (* 16. Dezember 1913 in Slaton, Lubbock County, Texas; † 22. März 1982 in Kaufman, Texas) war ein US-amerikanischer American-Football-Spieler und -Trainer. Er spielte als Blockingback und Fullback in der National Football League (NFL). Sowohl als Spieler, wie auch als Trainer feierte er seine größten Erfolge mit den Detroit Lions.

## Spielerlaufbahn
Raymond „Buddy“ Parker wuchs in Kemp auf und studierte von 1932 bis 1934 am Centenary College of Louisiana. Er spielte sowohl in der Offense als auch in der Defense der dortigen College-Football-Mannschaft. Nach seinem Studienabschluss schloss sich Parker als Profi-Football-Spieler den Detroit Lions an. Die Lions wurden von Potsy Clark trainiert und das Team hatte zahlreiche Spitzenspieler wie Dutch Clark oder George Christensen unter Vertrag. Parker spielte für das Team überwiegend als Blockingback und Fullback, erhielt aber auch in der Defense der Mannschaft Einsatzzeit als Linebacker. In der Saison 1935 konnte er mit den Lions in das NFL-Meisterschaftsendspiel einziehen. Gegner waren die New York Giants, die mit 26:7 besiegt werden konnten. Nach der Saison 1936 wechselte Parker zu den Chicago Cardinals. Erfolge als Spieler konnte er mit den Cardinals nicht feiern.

## Trainerlaufbahn
Unmittelbar nach seiner Spielerlaufbahn wurde Parker Assistenztrainer bei den Cardinals. Im Jahr 1946 hatte Jimmy Conzelman das Traineramt bei der Mannschaft aus Chicago übernommen. Conzelman konnte in der Saison 1947 mit seiner Mannschaft neun von zwölf Spielen gewinnen und in das NFL-Meisterschaftsspiel einziehen. Gegner im Endspiel waren die von Greasy Neale trainierten Philadelphia Eagles, die mit 27:21 besiegt werden konnten. Nachdem Conzelman nach der Saison 1948, in der die Lions im NFL-Endspiel mit 7:0 an den Eagles gescheitert waren, sein Traineramt niedergelegt hatte, wurden Parker und Phil Handler zu Cheftrainern des Teams ernannt. Beide betreuten in der Saison 1949 die ersten sechs Spiele gemeinsam das Team aus Detroit, bevor Parker das Amt alleine übernahm.

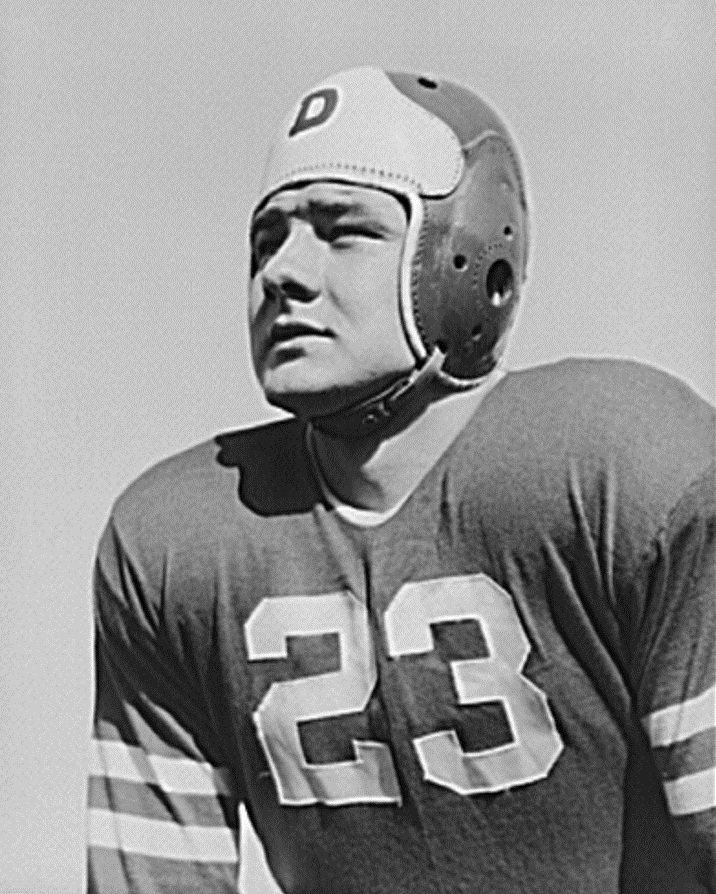
Vince Banonis

Im Jahr 1950 wechselte Parker zu den Detroit Lions und wurde dort zunächst Assistenztrainer, bevor er vor der Saison 1951 das Amt des Head Coaches übernahm. Vor der Spielrunde 1950 verpflichteten die Lions von den New York Bulldogs mit Bobby Layne einen jungen Nachwuchs-Quarterback, der unter Führung von Raymond Parker zusammen mit weiteren Spitzenspieler, wie Lou Creekmur, Vince Banonis, Jack Christiansen oder Doak Walker die Lions an die Spitze der NFL führen sollte.
1952 gewannen die Lions neun von zwölf Spiele und konnten in die Play-offs einziehen. Nach einem 31:21-Sieg über die Los Angeles Rams erfolgte anschließend der Einzug in das NFL-Endspiel, wo Parker mit den Lions auf die von Paul Brown betreuten Cleveland Browns traf, die sich bereits vor Jahren als Spitzenteam in der NFL etabliert hatten. Obwohl die Offense der Browns im gesamten Spiel 384 Yards Raumgewinn erzielen konnte und damit die Lions mit 258 Yards deutlich übertraf, behielten diese die Oberhand und gewannen mit 17:7. Es sollte nicht die einzige Endspielniederlage der Browns gegen die Lions bleiben. Im folgenden Jahr standen sich beide Teams erneut im Endspiel gegenüber und wieder konnte sich das von Parker betreute Team durchsetzen und gewann mit 17:16. Im Jahr 1954 hatten die Browns dann erneut die Möglichkeit, sich für die beiden Endspielniederlagen zu revanchieren. Diesmal gingen sie als Sieger vom Platz. Sie gewannen das Endspiel mit 56:10 gegen die Lions.
Buddy Parker konnte sich nach der Saison 1956 mit den Lions nicht auf eine Vertragsverlängerung einigen und wechselte kurz vor Beginn der neuen Saison zu den Pittsburgh Steelers. Die von ihm zusammengestellte Mannschaft der Lions wurde im Jahr 1957 zum dritten Mal in acht Jahren NFL-Meister. Obwohl es Raymond Parker 1958 gelang, Layne nach Pittsburgh zu holen, konnte er mit seiner neuen Mannschaft keine Erfolge mehr feiern. Nach der Spielzeit 1964 beendete Parker seine Trainerlaufbahn.

## Nach der Laufbahn
Parker zog sich vollkommen vom Footballsport zurück. Er zog zurück nach Kemp und war fortan in der Immobilienbranche tätig. Ray Parker war verheiratet und hatte einen Sohn. Er starb an Komplikationen nach einer Ulcusoperation und ist auf dem Kemp Cemetery in Kemp beerdigt.

## Ehrungen
Buddy Parker wurde im Jahr 1956 zum NFL Coach of the Year gewählt. Seine Heimatstadt Kemp benannte eine Straße nach ihm. Er ist Mitglied in der Ruhmeshalle seiner Alma Mater und in der Louisiana Sports Hall of Fame.